# 紅雙角魚
紅雙角魚（学名：Lepidotrigla alata），又名翼紅娘魚、雞角、角仔魚，为角魚科紅娘魚屬下的一个种。

## 分布
本種魚分布於日本以南及南中國海之海域。

## 深度
水深10至60公尺。

## 特徵
本魚胸鰭下方有三條游離軟條，鱗片不為骨板狀，身體被有大形櫛鱗，側線鱗有70個以下，兩顎有齒，吻角呈尖棘狀，無鋤骨齒，吻突為較寬的三角形，吻突末端間的距離約為眼眶間之兩倍。身體呈鮮紅色，腹部、臀鰭、腹鰭均為白色，胸鰭內側呈黃綠色，外側為乳白色。體長約20至30公分。

## 生態
本魚棲息於沙泥質海底，以多毛類、端腳類為食。

## 扩展阅读
- 維基物種上的相關：紅雙角魚